# Belrupt
Belrupt település Franciaországban, Vosges megyében. Lakosainak száma 91 fő (2022. január 1.). Belrupt Jésonville, Vioménil, Bonvillet, Darney, Dombasle-devant-Darney, Escles és Hennezel községekkel határos.

## Népesség
A település népességének változása:
| Lakosok száma | 105  | 100  | 102  | 99   | 97   | 94   | 92   | 91   |
|               | 2013 | 2015 | 2017 | 2018 | 2019 | 2020 | 2021 | 2022 |